# Hazerswoude

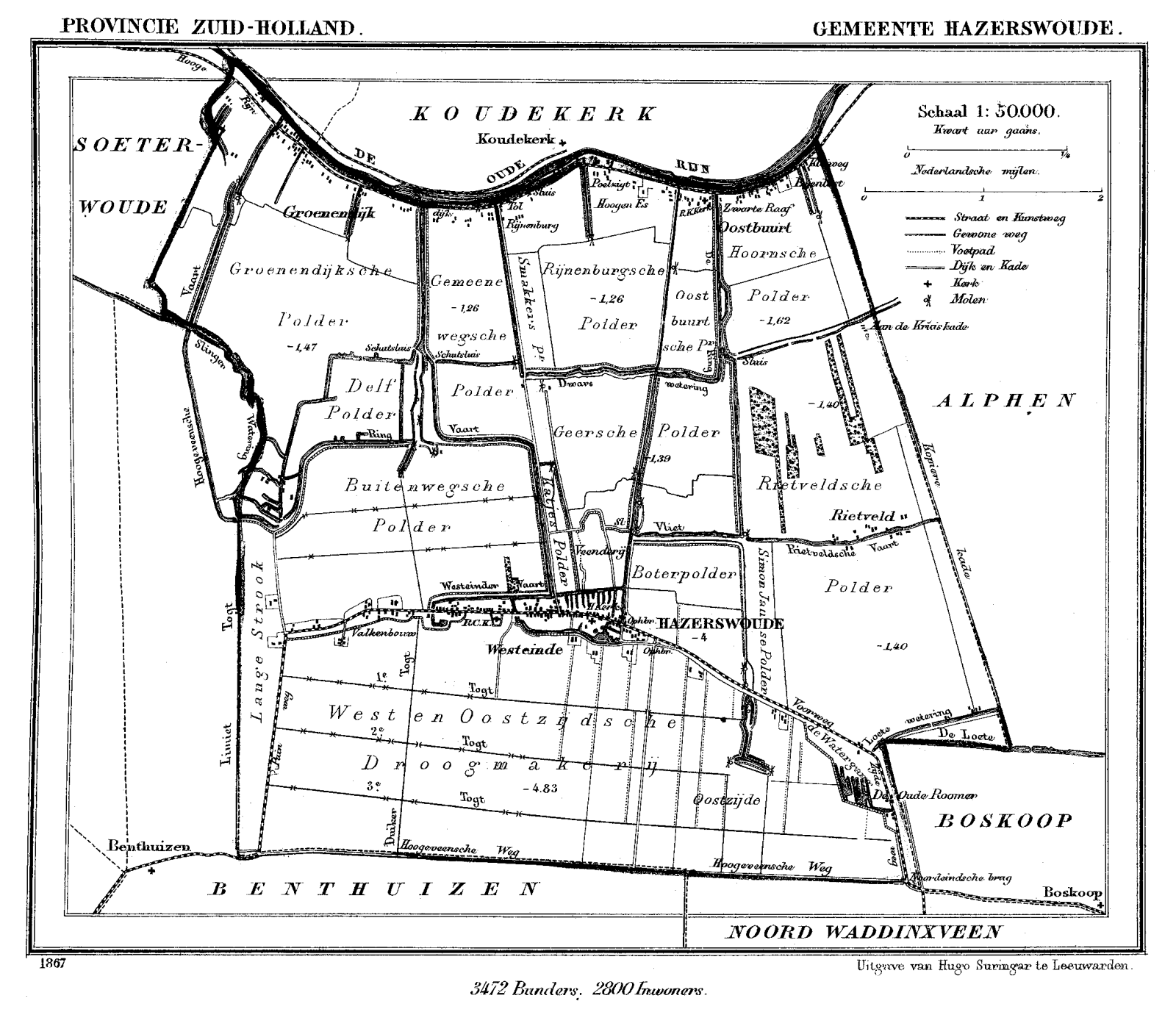
Carte de Hazerswoude en 1867

Hazerswoude est une ancienne commune néerlandaise de la province de la Hollande-Méridionale.
Hazerswoude était composé des villages de Hazerswoude-Dorp (Village, central sur la carte de 1867) et Hazerswoude-Rijndijk (Digue du Rhin, indiqué sur la carte sous le nom d'Oostbuurt), ainsi que du hameau de Groenendijk.
Le 1er janvier 1991, Hazerswoude fusionne avec Koudekerk aan den Rijn et Benthuizen, pour former la nouvelle commune de Rijneveld, renommé plus tard en Rijnwoude.